# Ройовий

Кокарда і погони армії Української Держави (1918).
13. Погон ройового

Ройови́й — в Армії УНР підстаршинський ранг, в Українській Галицькій Армії та УПА — означення функції командира рою.